# Njemačka nogometna Bundesliga 2013./14.

## Promovirani i degradirani
Dvije promovirane momčadi na kraju prošle sezone: 
- Hertha BSC Berlin
- Eintracht Braunschweig

Dvije degradirane momčadi bile su:
- Greuther Fürth
- Fortuna Düsseldorf

## Stadioni i momčadi
| AugsburgBayern MünchenBremenDortmundHertha BSC BerlinFrankfurtFreiburgEintracht BraunschweigHamburgHannoverHoffenheimMainzMönchengladbachNürnbergSchalkeStuttgartWolfsburgLeverkusenclass=notpageimage\| Momčadi u sezoni 2013./14. na karti Njemačke | \| Momčad \| Grad \| Stadion \| Kapacitet \| \| ------------------------ \| --------------- \| ------------------- \| --------- \| \| FC Augsburg \| Augsburg \| SGL arena \| 30.660 \| \| Bayer \| Leverkusen \| BayArena \| 30.210 \| \| Bayern \| München \| Allianz Arena \| 69.000 \| \| Borussia Dortmund \| Dortmund \| Signal Iduna Park \| 80.720 \| \| Borussia Mönchengladbach \| Mönchengladbach \| Borussia-Park \| 54.057 \| \| Eintracht \| Braunschweig \| Eintracht-Stadion \| 25.540 \| \| Eintracht \| Frankfurt \| Commerzbank-Arena \| 51.500 \| \| SC Freiburg \| Freiburg \| Mage Solar Stadion \| 25.000 \| \| HSV \| Hamburg \| Imtech Arena \| 57.000 \| \| Hannover 96 \| Hannover \| AWD-Arena \| 49.000 \| \| Hertha \| Berlin \| Olimpijski stadion \| 74.064 \| \| 1899 Hoffenheim \| Sinsheim \| Rhein-Neckar-Arena \| 30.150 \| \| 1. FSV Mainz 05 \| Mainz \| Coface Arena \| 34.034 \| \| 1. FC Nürnberg \| Nürnberg \| EasyCredit-Stadion \| 48.548 \| \| Schalke 04 \| Gelsenkirchen \| Veltins-Arena \| 61.673 \| \| VfB Stuttgart \| Stuttgart \| Mercedes-Benz Arena \| 60.300 \| \| Werder \| Bremen \| Weserstadion \| 42.000 \| \| VfL Wolfsburg \| Wolfsburg \| Volkswagen Arena \| 30.000 \| |                     |           |
| Momčad | Grad | Stadion             | Kapacitet |
| FC Augsburg | Augsburg | SGL arena           | 30.660    |
| Bayer | Leverkusen | BayArena            | 30.210    |
| Bayern | München | Allianz Arena       | 69.000    |
| Borussia Dortmund | Dortmund | Signal Iduna Park   | 80.720    |
| Borussia Mönchengladbach | Mönchengladbach | Borussia-Park       | 54.057    |
| Eintracht | Braunschweig | Eintracht-Stadion   | 25.540    |
| Eintracht | Frankfurt | Commerzbank-Arena   | 51.500    |
| SC Freiburg | Freiburg | Mage Solar Stadion  | 25.000    |
| HSV | Hamburg | Imtech Arena        | 57.000    |
| Hannover 96 | Hannover | AWD-Arena           | 49.000    |
| Hertha | Berlin | Olimpijski stadion  | 74.064    |
| 1899 Hoffenheim | Sinsheim | Rhein-Neckar-Arena  | 30.150    |
| 1. FSV Mainz 05 | Mainz | Coface Arena        | 34.034    |
| 1. FC Nürnberg | Nürnberg | EasyCredit-Stadion  | 48.548    |
| Schalke 04 | Gelsenkirchen | Veltins-Arena       | 61.673    |
| VfB Stuttgart | Stuttgart | Mercedes-Benz Arena | 60.300    |
| Werder | Bremen | Weserstadion        | 42.000    |
| VfL Wolfsburg | Wolfsburg | Volkswagen Arena    | 30.000    |

## Vanjske poveznice
- Službena stranica Bundeslige (njem.) (engl.)
- Bundesliga na DFB.com (njem.) (engl.)
- Kicker magazin (njem.)

| Njemačka nogometna Bundesliga | Njemačka nogometna Bundesliga |
| --- | ----------------------------- |
| |                               |
| 1963./64. • 1964./65. • 1965./66. • 1966./67. • 1967./68. • 1968./69. • 1969./70. 1970./71. • 1971./72. • 1972./73. • 1973./74. • 1974./75. • 1975./76. • 1976./77. • 1977./78. • 1978./79. • 1979./80. 1980./81. • 1981./82. • 1982./83. • 1983./84. • 1984./85. • 1985./86. • 1986./87. • 1987./88. • 1988./89. • 1989./90. 1990./91. • 1991./92. • 1992./93. • 1993./94. • 1994./95. • 1995./96. • 1996./97. • 1997./98. • 1998./99. • 1999./00. 2000./01. • 2001./02. • 2002./03. • 2003./04. • 2004./05. • 2005./06. • 2006./07. • 2007./08. • 2008./09. • 2009./10. 2010./11. • 2011./12. • 2012./13. • 2013./14. • 2014./15. • 2015./16. • 2016./17. • 2017./18. • 2018./19. • 2019./20. 2020./21. • 2021./22. • 2022./23. • 2023./24. • 2024./25. • |                               |

| Njemačka nogometna Bundesliga | Njemačka nogometna Bundesliga |
| --- | ----------------------------- |
| |                               |
| 1963./64. • 1964./65. • 1965./66. • 1966./67. • 1967./68. • 1968./69. • 1969./70. 1970./71. • 1971./72. • 1972./73. • 1973./74. • 1974./75. • 1975./76. • 1976./77. • 1977./78. • 1978./79. • 1979./80. 1980./81. • 1981./82. • 1982./83. • 1983./84. • 1984./85. • 1985./86. • 1986./87. • 1987./88. • 1988./89. • 1989./90. 1990./91. • 1991./92. • 1992./93. • 1993./94. • 1994./95. • 1995./96. • 1996./97. • 1997./98. • 1998./99. • 1999./00. 2000./01. • 2001./02. • 2002./03. • 2003./04. • 2004./05. • 2005./06. • 2006./07. • 2007./08. • 2008./09. • 2009./10. 2010./11. • 2011./12. • 2012./13. • 2013./14. • 2014./15. • 2015./16. • 2016./17. • 2017./18. • 2018./19. • 2019./20. 2020./21. • 2021./22. • 2022./23. • 2023./24. • 2024./25. • |                               |